# Gelis areator
Gelis areator är en stekelart som först beskrevs av Georg Wolfgang Franz Panzer 1804.  Gelis areator ingår i släktet Gelis och familjen brokparasitsteklar. Arten är reproducerande i Sverige. Inga underarter finns listade i Catalogue of Life.